# Albert Wilford
Albert Charles Jean Gustave Wilford (Schaarbeek, 19 mei 1871 - Temse, 15 april 1946) was een Belgisch politicus.

## Levensloop
Hij was aanvankelijk nijveraar. 
Vanaf 1908 werd hij lid van de Oost-Vlaamse provincieraad. In 1921 werd hij voor het eerst verkozen in de gemeenteraad van Temse. Hij werd in 1921 verkozen tot schepen van Temse. Na het overlijden van Dr. Leo De Ryck in 1922 werd hij eerste schepen en tijdens de ziekte van Alfred Andries waarnemend burgemeester van Temse. Van eind 1923 tot 1932 was hij burgemeester van Temse. Van 1937 tot 1946 was hij voorzitter van de Commissie van Openbare Onderstand (COO).
Hij was ridder in de Kroonorde en ontving het pauselijk ereteken Pro Ecclesia et Pontifice.